# Милфорд (Пенсилвания)
Вижте пояснителната страница за други значения на Милфорд.
Милфорд (на английски: Milford) е град в Пенсилвания, Съединени американски щати, административен център на окръг Пайк. Населението му е 979
души (по приблизителна оценка от 2017 г.).
В Милфорд умира философът Чарлс Пърс (1839-1914).